# Coatlicue Corona
Coatlicue Corona is een corona op de planeet Venus. Coatlicue Corona werd in 1985 genoemd naar Coatlicue, godin van de aarde, godin van het vuur en de vruchtbaarheid en moeder van de zuidelijke sterren in de Azteekse mythologie.
De corona heeft een diameter van 199 kilometer en bevindt zich ten oosten van Varma-Ava Dorsa in het quadrangle Metis Mons (V-6).